# Charles Edwards (acteur)
Charles Peter Keep Edwards (Haslemere, 1 oktober 1969) is een Brits acteur.

## Biografie
Edwards is afkomstig uit de plaats Haslemere en verkreeg zijn scholing op Winchester College. Hij studeerde vervolgens aan de Guildhall School of Music and Drama. Hij maakte zijn debuut als acteur op het toneel als de Gingerbread man in Hansel and Gretel. Zijn eerste professionele klus was vervolgens in het toneelstuk Blithe Spirith. In 2012 speelde hij de rol van koning George VI in de toneelversie van The King's Speech. In datzelfde jaar kreeg hij een rol in de televisieserie Downton Abbey en speelde hij de rol van Michael Gregson. Later speelde hij in het vierde en vijfde seizoen van The Crown de rol van Martin Charteris, de privésecretaris van Elizabeth II.
In 2022 werd Edwards gecast voor de rol van Celebrimbor in de Prime-televisieserie The Lord of the Rings: The Rings of Power.

## Filmografie
| Year      | Title                                     | Role                        |
| --------- | ----------------------------------------- | --------------------------- |
| 1999      | Mansfield Park                            | Yates                       |
| 2000      | Relative Values                           | Phillip Bateman-Tobias      |
| 2001      | Murder Rooms                              | Sir Arthur Conan Doyle      |
| 2002      | Bertie and Elizabeth                      | David                       |
| 2002      | Monarch of the Glen                       | David Fraser                |
| 2005      | Colditz                                   | Ellways, MI9 Officer        |
| 2005      | Batman Begins                             | Wayne Enterprises Executive |
| 2007      | The All Together                          | Marcus Craigie-Halkett      |
| 2008      | Midsomer Murders                          | Edward “Ned” Fitzroy        |
| 2011      | Holy Flying Circus                        | Michael Palin               |
| 2012–2013 | Downton Abbey                             | Michael Gregson             |
| 2013      | National Theatre Live: This House         | Jack Weatherill             |
| 2013      | Philomena                                 | David                       |
| 2013      | Diana                                     | Patrick Jephson             |
| 2017      | Sherlock                                  | David Welsborough           |
| 2017      | The Halcyon                               | Lucian D'Abberville         |
| 2017      | Henry IX                                  | King Henry IX               |
| 2018      | The Terror                                | Dr. Alexander McDonald      |
| 2019–2020 | The Crown                                 | Martin Charteris            |
| 2020      | The Witches                               | Mr. Jenkins                 |
| 2020      | The Duke                                  | Joseph Simpson              |
| 2021      | The Girlfriend Experience                 | Elliott Stanton             |
| 2021-2024 | Under the Vines                           | Louis Oakley                |
| 2022-2024 | The Lord of the Rings: The Rings of Power | Celebrimbor                 |